# Ковров, Фёдор Кузьмич
Фёдор Кузьмич Ковров (1912, Посудьево, Могилёвская губерния — 9 июля 1937, Брунете, Мадрид) — советский танкист, младший командир, командир танка 4-й отдельной механизированной бригады, Герой Советского Союза.

## Биография
Родился в 1912 году в деревне Посудьево Горецкого уезда Могилёвской губернии в крестьянской семье. Белорус. Окончил 7 классов, работал бригадиром в колхозе, затем в Донбассе на шахте.
В Красной Армии с 1934 года. Участник Гражданской войны в Испании
Участвовал во многих танковых атаках под Гвадалахарой, на реке Харама, у города Теруэль.
Погиб 9 июля 1937 года в сражении под Брунете, северо-западнее столицы Испании — города Мадрида, от прямого попадания вражеского снаряда в танк.
За мужество и героизм, проявленные при выполнении интернационального долга, младшему командиру Коврову Фёдору Кузьмичу 22 октября 1937 года посмертно присвоено звание Героя Советского Союза.
Награждён орденом Ленина, орденами Красного Знамени, Красной Звезды.
Именем Фёдора Кузьмича Коврова названа Сватошицкая 8-летняя школа Дубровенского района Витебской области Белоруссии.